# Precis chapunga
Precis chapunga är en fjärilsart som beskrevs av William Chapman Hewitson 1864. Precis chapunga ingår i släktet Precis och familjen praktfjärilar. Inga underarter finns listade i Catalogue of Life.